# Porasilus intermedius
Porasilus intermedius là một loài ruồi trong họ Asilidae. Porasilus intermedius được Lamas miêu tả năm 1971. Loài này phân bố ở vùng Tân nhiệt đới.